# Rangnim
Rangnim (kor. 랑림군, Rangnim-gun) – powiat w Korei Północnej, we wschodniej prowincji Chagang. W 2008 roku liczył 36 481 mieszkańców. Graniczy z powiatami: Kimhyŏngjik i Kimjŏngsuk (prowincja Ryanggang) od północy, Pujŏn i Changjin (prowincja Hamgyŏng Południowy) od wschodu, Hwap’yŏng i Changgang od północnego zachodu, Sŏnggan od zachodu i Ryongnim od południowego zachodu. Przez powiat przebiega 57-kilometrowa linia kolejowa Kanggye, łącząca stację Rangnim ze stolicą prowincji Chagang, Kanggye.

## Historia
Przed wyzwoleniem Korei spod okupacji japońskiej, tereny należące do powiatu wchodziły w skład powiatu Changjin. W obecnej formie powstał w wyniku gruntownej reformy podziału administracyjnego w grudniu 1952 roku. W jego skład weszły wówczas tereny należące wcześniej do miejscowości Puk, Dongha (należały wcześniej do powiatu Changjin), Tongmun (należała wcześniej do powiatu Changgang), a także Sangnam (1 wieś, również powiat Changjin). W skład prowincji Chagang powiat wszedł w momencie jej utworzenia w październiku 1954 roku.

## Podział administracyjny powiatu
W skład powiatu wchodzą następujące jednostki administracyjne:
| Nazwa jednostki administracyjnej | Rodzaj jednostki administracyjnej | Chosŏn’gŭl   | Hancha       |
| -------------------------------- | --------------------------------- | ------------ | ------------ |
| Rangnim-ŭp                       | miasteczko                        | 랑림읍       | 狼林邑       |
| Sinwŏn-rodongjagu                | dzielnica pracownicza             | 신원로동자구 | 新院勞動者區 |
| Samp'o-rodongjagu                | dzielnica pracownicza             | 삼포로동자구 | 三浦勞動者區 |
| Jangsŏng-ri                      | wieś                              | 장성리       | 長城里       |
| Sŏjung-ri                        | wieś                              | 서중리       | 西中里       |
| Sŏsang-ri                        | wieś                              | 서상리       | 西上里       |
| Hwangp'o-ri                      | wieś                              | 황포리       | 黃浦里       |
| Mun'ak-ri                        | wieś                              | 문악리       | 文岳里       |
| Junghŭng-ri                      | wieś                              | 중흥리       | 中興里       |
| Unsu-ri                          | wieś                              | 운수리       | 雲水里       |
| Ryŏnhwa-ri                       | wieś                              | 련화리       | 蓮花里       |
| Junggang-ri                      | wieś                              | 중강리       | 中江里       |
| Taehŭng-ri                       | wieś                              | 대흥리       | 大興里       |
| Kaljŏm-ri                        | wieś                              | 갈점리       | 葛店里       |
| Insan-ri                         | wieś                              | 인산리       | 仁山里       |
| Sinjŏn-ri                        | wieś                              | 신전리       | 新田里       |
| Ryubŏl-ri                        | wieś                              | 류벌리       | 流筏里       |